# Thrasya auricoma
Thrasya auricoma är en gräsart som beskrevs av Alasdair Graham Burman. Thrasya auricoma ingår i släktet Thrasya och familjen gräs. Inga underarter finns listade i Catalogue of Life.